# Juan Manuel Ferrández Lezaun
Juan Manuel Ferrández Lezaun (ur. 9 lipca 1960 w Saragossie) – hiszpański polityk i ekonomista, w latach 2003–2004 poseł do Parlamentu Europejskiego.

## Życiorys
Z wykształcenia ekonomista, absolwent Uniwersytetu w Saragossie, na którym studiował również zarządzanie. Został działaczem Partii Aragońskiej, był jej etatowym pracownikiem i koordynatorem. W 2003 wszedł do Parlamentu Europejskiego z listy Koalicji Europejskiej na miejsce Carlosa Bautisty. Zasiadł podobnie jak poprzednik we frakcji Zielonych i Wolnego Sojuszu Europejskiego. Był członkiem Komisji Rolnictwa i Rozwoju Obszarów Wiejskich oraz delegacji ds. stosunków z państwami Maghrebu i Arabską Unią Maghrebu. W 2004 bez powodzenia ubiegał się o reelekcję z tworzonej przez Koalicję Kanaryjską, Unión Valenciana oraz Partię Aragońską i Partię Andaluzyjską Koalicji Europejskiej.